# Dashcode
Dashcode è un'applicazione sviluppata dalla Apple Inc.  inclusa in Mac OS X Leopard che semplifica lo sviluppo di widget per Dashboard.
Fu per la prima volta scoperta sui MacBook venduti intorno al 24 maggio 2006, come parte degli Apple Developer Tools.

## Controversia
Il software è stato incluso nei MacBook e nei MacBook Pro per errore, e molti utenti hanno riportato problemi di stabilità. Dashcode non fu incluso nell'aggiornamento di Xcode 2.3 disponibile sul sito Apple al momento della sua scoperta, fatto che alimentò dei sospetti.
La notizia è emersa grazie ad un video inserito su molti siti di indiscrezioni Mac, nel novembre 2005.

## WWDC
Steve Jobs, durante la WWDC del 2006, descrisse Dashcode come una nuova funzionalità che doveva essere inclusa in Leopard.
Sebbene Dashcode non facesse parte dell'installazione di Xcode, i DVD distribuiti alla WWDC contenevano una versione di Dashcode.
Sebbene il numero di versione fosse minore di quello della versione del MacBook, la versione WWDC di Dashcode conteneva numerosi nuovi modelli, insieme a miglioramenti di interfaccia e funzionalità.
La versione WWDC di Dashcode si lancia sulle versioni WWDC di Mac OS X 10.4 e 10.5, ma è inutilizzabile sul 10.4 (si chiude subito dopo l'avvio).

## Beta pubblica
Il 20 dicembre 2006, la Apple rilasciò una beta pubblica di Dashcode. Quando ha annunciato questa beta, Apple ha riferito che è stata adattata per compatibilità con Mac OS X Tiger.
Questa versione di Dashcode è scaduta il 15 luglio 2007.